# Villa Mercedes
Villa Mercedes – miasto w środkowej Argentynie, w prowincji San Luis.
Miasto znajduje się nad rzeką Quinto.

## Transport
Węzeł kolejowy i drogowy. Przez miasto przebiega Droga Panamerykańska.

## Gospodarka
Jest ośrodkiem handlu produktami rolnymi. Przemysł spożywczy, cementowy i skórzany.